# Liste der Bodendenkmale in Handorf
In der Liste der Bodendenkmale in Handorf sind alle Bodendenkmale der niedersächsischen Gemeinde Handorf aufgelistet. Die Quelle ist der Denkmalatlas Niedersachsen. Der Stand der Liste ist der 18. August 2024.

## Allgemein
In den Spalten finden sich folgende Informationen des Bodendenkmales:
Lagegeographische Koordinaten
BezeichnungBezeichnung lt. Denkmalatlas
BeschreibungBeschreibung lt. Denkmalatlas
IDObjekt-ID
BildBild, ggf. zusätzlich mit Link zu weiteren Fotos im Medienarchiv Wikimedia Commons.
| Lage                         | Bezeichnung       | Beschreibung | ID       | Bild |
| ---------------------------- | ----------------- | ------------ | -------- | ---- |
| 53° 21′ 25″ N, 10° 19′ 30″ O | Handorf 12, Deich |              | 28931574 | BW   |
| 53° 20′ 41″ N, 10° 21′ 35″ O | Handorf 14, Deich |              | 28931576 | BW   |